# 鳥居なごむ
鳥居 なごむ（とりい なごむ）は、日本のライトノベル作家。

## 人物・経歴
2010年9月、投稿作「シャングリラ」が第6回講談社BOX新人賞“Powers”の次席、Talentsに入選するも、書籍デビューには至らなかった。翌2011年、投稿作「境界の彼方」が第2回京都アニメーション大賞の奨励賞を受賞し、作家デビューした。『境界の彼方』はその後京都アニメーションによって2013年10月から12月にかけてテレビアニメが放送され、2015年には劇場アニメ化された。
自他共に認める眼鏡好きであり、トークライブイベント『メガネっ娘居酒屋「委員長」』にも定期的に出演している。
現在でも「小説家になろう」や「アルファポリス - 電網浮遊都市 -」等で、「シャングリラ」を含む過去作品をweb公開している。

## 作品リスト
- 境界の彼方 （イラスト:鴨居知世、KAエスマ文庫、2012年6月）
- 境界の彼方 2 （イラスト:鴨居知世、KAエスマ文庫、2013年4月）
- 境界の彼方 3 （イラスト:鴨居知世、KAエスマ文庫、2013年9月）